# زيلبور داكن اللون
زيلبور داكن اللون (الاسم العلمي:Xyleborus aquilus) هو نوع من الحشرات يتبع جنس الزيلبور من فصيلة السوسية الحقيقية.